# كين براون
كين براون (بالإنجليزية: Ken Brown)‏ (و. 1934  م) هو لاعب كرة قدم، ومدرب كرة قدم، من المملكة المتحدة، يلعب كمُدَافِع.

## روابط خارجية
- كين براون على موقع قاعدة بيانات كرة القدم.إي يو (الإنجليزية)
- كين براون على موقع ناشيونال فوتبول تيمز (الإنجليزية)
- كين براون على موقع Soccerbase.com (مدرب) (الإنجليزية)
- كين براون على موقع Soccerway.com (الإنجليزية)
- كين براون على موقع عالم كرة القدم.نت (الإنجليزية)